# Trasar de Carballo
Trasar de Carballo es una aldea española situada en la parroquia de Cartelos, del municipio de Carballedo, en la provincia de Lugo, Galicia.

## Toponimia
Según Ferro Ruibal, Trasar deriva del antropónimo Trassarius, el nombre del primer propietario de una explotación agropecuaria, que se llamaba Trasario. En el siglo XII el lugar ya aparece documentado con este nombre, y hay noticia de un Petrus Iohannis de Trasar del siglo XIII. Carballo es un fitónimo que hace referencia al árbol abundante en la zona, el roble, que tiene su origen en el prerromano *carba.

## Demografía
| Gráfica de evolución demográfica de Abelairas entre 2000 y 2019 |
|                                                                 |
| Datos según el nomenclátor publicado por el INE.                |

## Patrimonio
Peto de ánimas de Trasar de Carballo: presenta un templete rectangular y arqueado. El retablo está tallado en piedra sin policromía y representa las almas en el purgatorio. El tejado presenta una cúpula coronada por una cruz y a ambos lados de la cúpula dos pináculos coronados por sendas bolas. Pertenece al siglo XVII.